# گدیک‌لی (فکه)
گدیک‌لی (به ترکی استانبولی: Gedikli) یک منطقهٔ مسکونی در ترکیه است که در فکه، ترکیه واقع شده‌است.